# Bruno Caizzi
Bruno Caizzi (Forlì, 8 ottobre 1909 – Breno, 12 aprile 1992) è stato uno storico ed economista italiano specializzato in storia economica.

## Biografia
Studia Scienze economiche presso l'Università Ca' Foscari di Venezia dove, allievo di Gino Luzzatto, si laurea nel 1932. Nel 1936 si trasferisce a Bellinzona dove insegna alla Scuola cantonale di commercio fino al 1968. Assume la libera docenza di Storia economica all'Università degli Studi di Milano dal 1962 al 1979.

## Biblioteca personale
Il Fondo Bruno Caizzi è conservato presso la Biblioteca di scienze della storia e della documentazione storica dell'Università degli Studi di Milano. Il fondo è composto da oltre trecento monografie che rispecchiano i campi d'indagine di Caizzi, in particolare i rapporti fra la Svizzera italiana e il sistema economico lombardo.

## Opere
Caizzi dedica la maggior parte della sua produzione scientifica all'analisi storica del tessuto industriale e commerciale dell'Italia settentrionale, riservandosi però di intervenire frequentemente sui temi della questione meridionale nei confronti della quale esprime la sua netta contrarietà alla logica degli interventi emergenziali, in particolare nei saggi dell'immediato secondo dopoguerra. 
- Aspetti economici e sociali delle bonifiche nelle Venezie, Padova, Cedam, 1937.
- La filosofia di Agostino Cournot, Bari, Laterza, 1942.
- Compendio di storia economica dal Medioevo ai giorni nostri, Milano, Giuffrè, 1952.
- Il comasco sotto il dominio spagnolo, Como, Centro lariano per gli studi economici, 1955.
- (con Tito Broggi), Storia del setificio comasco. L'economia, Centro lariano per gli studi economici, 1957.
- Camillo e Adriano Olivetti, Torino, UTET, 1962.
- Industria e commercio della Repubblica Veneta nel XVIII secolo, Banca Commerciale Italiana, 1965.
- Storia dell'industria italiana dal XVIII secolo ai giorni nostri, Torino, UTET, 1965.
- Industria: commercio e banca in Lombardia nel XVIII secolo, Banca commerciale italiana, 1968.
- L'economia lombarda durante la Restaurazione: (1814-1859), Banca commerciale italiana, 1972.
- Storia della società italiana dall'unità a oggi, 3. Il commercio, Torino, UTET, 1975.
- Nuova antologia della questione meridionale, Edizioni di Comunità, 1975.
- Suez e San Gottardo, Milano, Cisalpino, 1985, ISBN 88-205-0524-X.
- Grandi e piccoli itinerari postali prima della rivoluzione, Salvioni, 1986.
- Dalla posta dei re alla posta di tutti: territorio e comunicazioni in Italia dal XVI secolo all'Unità, Franco Angeli, 1993.
- Carlo G. Lacaita (a cura di), Meridionalismo critico. Scritti sulla questione meridionale, 1945-1973, Piero Lacaita Editore, 1998, ISBN 88-87280-08-8.